# Garfield a képzelet szárnyán
A Garfield a képzelet szárnyán, RTL-es szinkronban: Garfield és barátai: Az álmodozó macska (eredeti cím: Garfield's Feline Fantasies) 1990-ben  bemutatott amerikai televíziós animációs különkiadás, a Garfield-sorozat 11. része. Jim Davis forgatókönyvéből Phil Roman rendezte, a címszereplő eredeti hangját Lorenzo Music kölcsönzi.
Az Amerikai Egyesült Államokban elsőként a CBS mutatta be 1990. május 8-án. Magyarországon két szinkronos változat is készült belőle: az elsőt az MTV2-n 1993. április 30-án, a másodikat az RTL Klubon 2010. október 31-én sugározták először.
Ezt követően Davis még egy filmet csinált, azután véget ér az egész estés filmek sorozata. A Garfield és barátai, mely Magyarországra az elsőként jutott el az 1990-es évek második felében, még 1994-ig futott.

## Cselekmény
Garfield mindennapi életéhez hozzátartozik az élénk fantáziálás. A legismertebb képzeletszülte figurája a „Köpenyes igazságosztó”, mikor piros színű takaróját Garfield magára köti és szuperhősként jár fel-alá a házban. Jon és mások ennek a hiperaktív fantáziának persze nem örülnek. Egy 1980-as évekbeli képsorból kitűnik, hogy Garfield gazdája virágágyásában játszadozva „Beleabendője király”-nak, vagy egy klasszikus kardos hősnek képzeli magát, s a szép virágokat tönkreteszi.
A film is egy fantáziaképpel kezdődik. Garfield egy tengeralattjáró kapitánya, Mici, a játékmackója pedig a radarkezelő. A közelben ellenség tűnik fel, azaz Garfield ébresztőórája, amely felébreszti őt álmából. A kapitány torpedót lő ki rá, vagyis öklével szokásához híven összetöri az órát. Következő lépésben a szoba egyik folyosóján találkozik Odie-val. A kép akár egy régi klasszikus westernfilmben. A két állat farkasszemet nézve közeledik egymáshoz, de az összecsapás elmarad, ehelyett indulnak felverni a szakácsot, Jont, aki még mindig alszik. Garfield bűvésznek képzeli ezúttal magát, s partnerét, „Odie Maroudit” akarja eltüntetni, de ehelyett egyszerűen lerántja gazdáját takaróstul. Jon reggelit csinál nekik, ám a macska fantáziája ismét beindul, kínai harcművésznek képzeli magát az arcába vágja reggelijét.
Idővel aztán Garfield aggódni kezd, hogy a képzelete kezd nagyon elrugaszkodni, annyira, hogy az aranyhalukat is cápának nézi, végül arra a belátásra jut, hogy ez nem annyira veszélyes, mert Jon mindig a közelben van és megmentheti. Ebbe vetett bizalmukkal Garfield és Odie felmászik az almáriumra, s utasszállító pilótáknak képzelik magukat. Garfield igyekszik nyugtatni az utasokat, mivel mindkét motor felrobbant. Garfield cinikusságához híven egymaga akarja elhagyni gépet Odieval, az utasokat sorsukra hagyni, de Odie ragaszkodik ahhoz, hogy az utasok ugorjanak előbb. Minden a gépen utazó szerencsésen kimenekült a gépből, de több ejtőernyő nem maradt. Így hát nincs mit tenniük, anélkül ugranak ki, de Jon elkapja őket. Garfield számára ez egyet jelent azzal, hogy „legyőzhetetlenek,” ezért tovább mennek egyenest a hűtőszekrénybe.
Garfield itt most James Bondként tűnik fel (az angol nyelvű változatban Lance Sterling), a titkára Odie „Méla Béla” (ang.: Slobber Job) aki nem gondolkodik és csak távol-keleti öngyilkossági formákat ismer, de majdnem teljesen szobatiszta. Isztambulban találkoznak Dagival (ang.: Fat Guy, Frank Welker), egy török bűnözővel, akinek titkára egy hatalmas nagy arab férfi Rameet (Frank Welker). Dagi a „Bombay banán”-t (ang.: Banana of Bombay) akarja megszerezni, hogy eladhassa, de Bond, azaz Garfield mindenárron vissza akarja szerezni hazájának, mert a humor jelképe, s ha rossz kezekbe kerül, az a humor végét is jelentheti. Daginal van egy fél keresztdarab, a Füles-kereszt egy része, míg a Garfieldnál a másik. Garfield elveszi Dagitól a keresztdarabot, s elmenekülnek. Odie elbánik néhány törökkel, míg Garfield kényelmesen kivárja a verekedés végét. Az utcán a velük szemben álló törököket egy női hang oszlatja szét, aki szerint repülőszőnyegeket lehet kapni. A nő az ördögien szép Nadia (Julie Payne), akit Garfield védelmére rendeltek ki, de Garfield nem igényli a segítségét és elküldi.
Lakosztályukban Garfieldék számítógépen elemzik a két keresztdarabot, amely információkat ad a banán hollétéről. A nyomok Franciaországban vezetnek a párizsi Café de Fleur-be. Itt ismét találkoznak Nadiaval, Dagival és Rameettal, valamint rátalálnak egy rolóra rajzolt térképre. A térkép Dél-Amerikába visz, egy régi inka templomba. Ám alighogy megtalálják a Bombay banánt, Nadia megszerzi tőlük. Nadia teljesen más a célja a banánnal mint Garfieldnak és Daginak. Ő egy Mizéria nevű országból származik, ami nagyon szegény, hogy pénzhez jusson a turizmust akarják fejleszteni gyümölcsároda nyitásával és ehhez kell a banán. Az érv meglehetősen ostobán hangzik, de Nadia mielőtt távozna, Dagi elveszi tőle a banánt és menekül, de titkára Rameet szemmel láthatóan beleesik a lávába, ami a banán helyét övezi. Méla Béla, akiről Garfield úgy tartja nem gondolkodik ügyes módon kijuttatja Garfieldot és Nadiat. Időközben majmok veszik el Dagitól a banánt, ezt követően kergetőzés kezdődik a templomba, míg végül Garfield megszerzi a banánt és menekülnek ki, de útjukat állja egy szakadék, aminek alján víz van. Garfieldnak nincs több sütnivalója, de Odienak annál inkább. Megeszik a banánt, a héját pedig lerakják a földre, amin Dagi, Nadia és a majmok elcsúsznak, s beleesnek a vízbe. De hátra maradt Rameet, aki kimászott a lávával teli mélységből, ezért a két állatnak nincs más választása, hogy ugor, hátha Jon megmenti őket. De ezúttal egyszerűen kibukdácsolnak a hűtőszekrényből Jon lába elé, aki az imént jön haza a boltból. Garfield ekkor megfogadja, hogy soha többé nem képzelődik, de még le kell zárnia a filmet azzal, hogy újra James Bond ruhájában megcsókolja Nadiat, miközben Odie a zongorán játszik (ez a záróepizód a Casablanca c. klasszikus filmmel hozható összefüggésbe).

## Szereplők
| Szerep            | Eredeti hang  | Magyar hang        | Magyar hang     |
| Szerep            | Eredeti hang  | MTV2 (1993)        | RTL Klub (2010) |
| ----------------- | ------------- | ------------------ | --------------- |
| Garfield          | Lorenzo Music | Kerekes József     | Kerekes József  |
| Jon Arbuckle      | Thome Huge    | Pusztaszeri Kornél | Czvetkó Sándor  |
| Odie (Ubul)       | Gregg Berger  | Szűcs Sándor       | saját hangján   |
| Pincér            | Gregg Berger  | Lukácsi József     | Juhász Zoltán   |
| Nadia             | Julie Payne   | Dudás Eszter       | Andrádi Zsanett |
| Dagi (Dagadt)     | Frank Welker  | Beregi Péter       | Bolla Róbert    |
| Rameet (Nyershús) | Frank Welker  | Borbély László     | Hegedűs Miklós  |

Magyar nyelvű változat
| Beosztás              | Szinkronváltozat                    | Szinkronváltozat |
| Beosztás              | 1993                                | 2010             |
| --------------------- | ----------------------------------- | ---------------- |
| Felolvasó             | Kertész Zsuzsa                      | Korbuly Péter    |
| Magyar szöveg         | Bálint Ágnes                        | Borsiczky Péter  |
| Hangmérnök            | Solymosi Ákos                       | Hidvégi Csaba    |
| Rendezőasszisztens    | Rónai Rita                          | Száz Andrea      |
| Vágó                  | –                                   | Horváth István   |
| Gyártásvezető         | Vácz Zsuzsanna                      | Mészáros Szilvia |
| Technikai munkatársak | Áhel László Katona István           | –                |
| Szinkronrendező       | Szalay Éva                          | Ullmann Gábor    |
| Producer              | –                                   | Kovács Zsolt     |
| Szinkronstúdió        | Syinthrate                          | Szinkron Systems |
| Közreműködő           | Demjén Imre vállalkozása Viton Kft. | –                |
| Megrendelő            | MTV2                                | RTL Klub         |

## A film készítése
1990. május 18-án sugározták először az Államokban. 
Jim Davis a szokásostól eltérően más ábrázolásmódot alkalmaz. Ezúttal már nem hallhatóak a szokásos jazz dalbetétek. A zene megalkotásában Desirée Goyette is közreműködött, de már nem vállalt el szinkronszerepet a filmben. A cselekmény sem Garfieldék szokásos életéről szól, de már néhány ezt megelőző darab is egészen más cselekménybonyolítást alkalmazott.
Az animációs film részben parodisztikus, karikatúra jellegű. A Bombay banán utáni kutatás története a James Bond és Indiana Jones filmek, illetve a Zöld lódarázs sorozat keverése, de a neveket másképp alkalmazza, mint amilyen Lance Sterling megalkotása. A karikatúrája ennek a résznek az, hogy az akcióhős egészen más, kövér, nem túl gyors gondolkodású és az addig egyszerű, jelentéktelen mellékszereplőként használt titkár sokkal élesebb eszű, s ő vállalja a nehezét, hisz csak ő verekszik (ez a motívum a Zöld lódarázsból származik, ahol a főszereplő Van Williamsnak a titkára, Kato, akit Bruce Lee játszott, verekedett másokkal). Ez egyúttal bélyeget is nyom Garfield képregényből ismert Odieról alkotott megítélésére, akit agyatlan, buta kutyának tart állandóan.
Mivel a Zöld lódarázs a mai napig nem került levetítésre Magyarországon, ezért az első szinkronnál Bálint Ágnes, aki a magyar szöveget alkotta James Bondként fordította Lance Sterlinget, ugyanis az inkább volt közismertebb mind a felnőtt nézők, mind a gyerekek között.

## Díjak
- Primetime Emmy-díj (1990)